# Placidochromis electra
Placidochromis electra є одним з видів риб в родині Цихлові (Cichlidae).
Він поширений в Малаві і Мозамбіку. Його природним середовищем проживання є озеро Малаві. Максимальна довжина — 12 см.